# Nigel Martyn
Anthony Nigel Martyn (* 11. August 1966 in St Austell) ist ein ehemaliger englischer Fußballtorwart. In seiner knapp 19 Jahre andauernden aktiven Profikarriere stand „Big Nige“ lange für Crystal Palace, Leeds United und zuletzt den FC Everton zwischen den Pfosten. Er war dabei der erste Schlussmann, für den ein britischer Fußballklub eine Ablösesumme von einer Million Pfund zahlte. Martyn, der mit seiner „massigen Gestalt“ eine hohe physische Präsenz ausstrahlte und dennoch sehr agil war, absolvierte 23 A-Länderspiele für die englische Nationalmannschaft und nahm jeweils an zwei Welt- (1998, 2002) und Europameisterschaftsendrunden (1992, 2000) teil. In seiner sportlichen „Blütezeit“ konnte er sich gegen Stammkeeper David Seaman jedoch dort nicht durchsetzen.

## Profikarriere

### Im Verein

#### Bristol Rovers (1987–1989)
Erst ab dem Alter von 16 Jahren betätigte sich Martyn regelmäßig als Torwart. Zuvor hatte er sich regelmäßig als Feldspieler betätigt und dabei zumeist im Mittelfeld agiert. Dass es den im äußersten Südwesten geborenen „Keeper“ schließlich nach Bristol zog, hatte er dem Umstand zu verdanken, dass die „Tea Lady“ – im Vereinigten Königreich wurde früher so eine Bedienstete in Unternehmen bezeichnet, die Gästen Tee ausschenkt – des Drittligisten Bristol Rovers zum Urlaub in Cornwall weilte, Martyn in Aktion sah und ihm schließlich ein Probetraining vermittelte. Der damalige Trainer Gerry Francis zeigte sich schnell überzeugt und ließ Martyn vier Tage nach dessen 21. Geburtstag beim 3:1-Sieg gegen Rotherham United in der Profimannschaft debütieren.
Mit athletischen Fähigkeiten und Führungsqualitäten ausgestattet eroberte sich der Neuling bei den Rovers schnell einen guten Ruf und den 39 Ligaauftritten in der ersten Saison 1987/88 folgte eine Spielzeit 1988/89, in der Martyn bei keinem Spiel fehlte. Ein erster großer Erfolg blieb dabei noch aus, nachdem seinem Verein im Play-off-Finale gegen Port Vale nach Hin- und Rückspiel nur ein Tor zum Aufstieg in die Zweitklassigkeit gefehlt hatte. Zu Beginn der Saison 1989/90 war Martyn, der zu dem Zeitpunkt bereits in der englischen U-21-Auswahl gestanden hatte, zu einem der verheißungsvollsten Torwarttalente „auf der Insel“ gereift und nach einer Serie von 645 Minuten ohne Gegentor – dazu zählten drei Partien in Unterzahl – bot der Erstligist Crystal Palace für einen Transfer die Ablösesumme von einer Million Pfund. Martyn war somit nach Vollzug des Wechsels Ende November 1989 der erste Torwart, der einem englischen Verein bei der Verpflichtung eine Millionensumme kostete.

#### Crystal Palace (1989–1996)
Auf Anhieb etablierte sich Martyn bei dem Aufsteiger aus London als „Stammkeeper“ und während in der Meisterschaftsrunde 1989/90 das Klassenerhaltsziel vordergründig war, verzeichnete er im FA Cup erste Achtungserfolge. Nach einem Halbfinalsieg gegen den späteren Meister FC Liverpool unterlag er im Finale mit „Palace“ knapp und erst mittels Wiederholungsspiel gegen Manchester United (3:3, 0:1). In der Saison 1990/91 war Martyn Teil der bis dato besten Defensive in der Vereinsgeschichte und die gerade einmal 41 Gegentore katapultierten den Klub auf den dritten Abschlusstabellenplatz. Dazu kam nach einem 4:1 im Endspiel gegen den FC Everton der Sieg im ZDS Cup.
Dass der sportliche Trend nach 1991 wieder in die umgekehrte Richtung zeigte, war weniger auf Martyns Leistungen zurückzuführen – dieser war 1992 sogar in der englischen A-Nationalmannschaft erstmals zum Einsatz gekommen –, sondern lag vielmehr daran, dass vormals entscheidende Spieler zunehmend den Verein verließen, wozu besonders Ian Wright und später Mark Bright zählten. Die Konsequenz war der „Absturz“ über den zehnten Rang in der Spielzeit 1991/92 hin zum Abstieg in der ersten Premier-League-Saison 1992/93; primär verantwortlich dafür waren die nur 48 selbst erzielten Tore (in 42 Partien).
Mit neuem Trainer ausgestattet, „reparierte“ der Klub über die Zweitligameisterschaft 1993/94 diesen Rückschlag umgehend und dass Martyn nun eine Schlüsselfunktion innerhalb der Mannschaft innehatte, äußerte sich darin, dass er Ende Oktober 1994 gegen Leicester City eine ununterbrochene Serie von 100 Ligabegegnungen komplettierte – erst nach einem weiteren Rekord von 150 Pflichtspielen in Folge sorgte ein gebrochener Zeigefinger für eine unfreiwillige Pause. Martyn zeigte sich speziell vor seiner Verletzung mit 13 Spielen ohne Gegentor häufig als „Fels in der Brandung“, aber die erneut nur 34 eigenen Tore aus 42 Spielen reichten in der Saison 1994/95 nicht für den Klassenerhalt. Da die Premier League 1995 die Anzahl der teilnehmenden Mannschaft von 22 auf 20 reduzierte, bedeutete der viertletzte Platz von Crystal Palace, dass Martyn erneut den Gang in die Zweitklassigkeit antreten musste.
Mittlerweile war Martyn der Spieler mit der längsten Verweildauer im Verein und als sich Palace in der Saison 1995/96 wieder um den direkten Wiederaufstieg bemühte, unterzeichnete der Torhüter im Februar 1996 einen neuen Vierjahresvertrag. Mit 48 Gegentoren war Martyn Teil der ligaweit drittbesten Abwehr; die Erwartungen hinsichtlich einer Premier-League-Rückkehr wurden jedoch bitter enttäuscht, nachdem Martyn im Play-off-Finale gegen Leicester City in der letzten Minute der Verlängerung das entscheidende Gegentor von Steve Claridge kassiert hatte. Es war Martyns letztes Pflichtspiel für Crystal Palace und für eine neue britische Torwart-Rekordablöse von 2,25 Millionen Pfund wechselte er im Sommer 1996 zu Leeds United.

#### Leeds United (1996–2003)
Dass Martyn auf Anhieb ein Gewinn für seinen neuen Verein in Leeds war, äußerte sich nach guten Leistungen in der Saison 1996/97 in der klubinternen Auszeichnung zum „besten Spieler“. Mit lautstarken Kommandos dirigierte er seine neuen Vordermänner und hielt sich in 19 seiner 37 Einsätze „schadlos“, blieb also ohne Gegentor. Die endgültige Anerkennung erntete er in der folgenden Spielzeit 1997/98, als er nach erneut herausragenden Leistungen in das „Allstar-Team“ der Premier League („PFA Team of the Year“) gewählt wurde. Ein einziges Ligaspiel hatte er dabei verpasst, was wiederum einer umstrittenen roten Karte beim FA-Cup-Erfolg gegen Oxford United und einer daraus resultierenden Sperre geschuldet war.
Martyn verteidigte in der Saison 1998/99 den Titel des „besten Premier-League-Torwarts“ und die weiter konstant guten Leistungen, zu denen speziell seine Darbietungen beim 2:0-Sieg gegen Coventry City mit der anschließenden Auszeichnung zum „Man of the Match“ gehörten, wurden nur von kurzen Verletzungspausen unterbrochen, die er sich in den Spielen gegen den AS Rom im UEFA-Pokal (drei Partien) und beim 2:3 gegen Manchester United (ein Spiel) zuzog. Bereits in der folgenden Saison 1999/2000 „revanchierte“ sich Martyn im erneuten UEFA-Pokal-Duell mit dem AS Rom und blieb in Hin- und Rückspiel jeweils ohne Gegentor. Auch in der Premier League waren weitere sportliche Fortschritte mit der erstmaligen Champions-League-Qualifikation unverkennbar; dabei hatte sich der zunehmend erfahrene Martyn als sicherer Rückhalt der unter Trainer David O’Leary verjüngten Elf gezeigt. Eine Leistenverletzung aus dem Heimsieg gegen Charlton Athletic im Oktober 2000 sorgte für eine weitere unfreiwillige Unterbrechung, aber nach seiner Rückkehr im neuen Jahr 2001 war er mit zahlreichen Paraden gegen Deportivo La Coruña maßgeblich daran beteiligt, dass sein Team in der Champions League ins Halbfinale einzog.
Auf die sportlichen Höhepunkte folgten Rückschläge. Leeds United verpasste in den Jahren 2002 und 2003 jeweils die erneute Qualifikation zur europäischen Königsklasse und musste die zunehmenden Finanzlöcher durch Spielerverkäufe kompensieren. Dazu überwarf sich Martyn früh mit dem neuen Trainer Terry Venables, als ihn dieser kurz nach seiner Rückkehr von der Weltmeisterschaft 2002 zur fernöstlichen Saisonvorbereitung beorderte. Da gleichzeitig mit Paul Robinson ein neues aufstrebendes Talent in Leeds aufbegehrte, kam es schließlich dazu, dass Martyn in der Saison 2002/03 in keinem Spiel eingesetzt wurde.

#### FC Everton (2003–2006)
Martyn entschloss sich zu einem Wechsel nach Liverpool zum FC Everton. Vorgesehen als Ersatzmann für Stammkeeper Richard Wright, stand der „Routinier“ nach dessen Verletzung im September 2003 wieder dauerhaft zwischen den Pfosten eines Erstligisten. Trotz seines fortgeschrittenen Alters zeigte sich Martyn weiter äußerst agil auf den Beinen und bestritt die restliche Saison 2003/04 als „Nummer 1“. Als ältester Premier-League-Akteur der Saison 2004/05 war Martyn als Stammtorwart Teil einer Mannschaft, die sich vom viertletzten Platz im Vorjahr zeitweise an die Tabellenspitze setzte und am Ende mit dem überraschend guten vierten Abschlusstabellenrang die Qualifikation zur Champions-League-Vorrunde sicherstellte. Auch von einer Verletzung zum Jahresende 2004 hatte er sich gut erholt, zwischendurch sein bereits 800. Spiel bestritten und schließlich „belohnten“ ihn die „Toffees“ mit der Verlängerung seines Vertrags um ein weiteres Jahr.
Während seiner letzten Saison 2005/06 zog sich Martyn im Januar 2006 eine schwerwiegende Knöchelverletzung zu. Die ausbleibenden Heilungsresultate infolge des Ermüdungsbruchs veranlassten den mittlerweile 39-jährigen Torhüter zur Beendigung seiner aktiven Karriere. Das 100. Pflichtspiel für Everton am 28. Januar 2006 gegen den FC Chelsea war somit sein letzter Auftritt im englischen Profifußball.

### Englische Nationalmannschaft
Nach elf Partien für die englische U-21-Auswahl sowie ersten Einsätzen in der B-Elf debütierte Martyn am 29. April 1992 in Moskau per Einwechslung gegen die Gemeinschaft Unabhängiger Staaten (2:2) für die A-Nationalmannschaft. Zwei Wochen später folgte gegen Ungarn (1:0) der erste Einsatz über die volle Distanz und der damalige Trainer Graham Taylor berief ihn in den Kader für die unmittelbar folgende Europameisterschaft in Schweden. Dort war Martyn jedoch nur Ersatzmann hinter Chris Woods. Es folgte im Juni 1993 sein drittes und für lange Zeit letztes Länderspiel. Der neue Cheftrainer Terry Venables verzichtete anschließend weitgehend auf Martyn und vertraute bei der Euro 1996 im eigenen Land stattdessen auf David Seaman, Tim Flowers und Ian Walker.
Erst im Mai 1997 kam Martyn – fünf Jahre nach seinem Einstand – als etablierter Premier-League-Torwart in Leeds zu seinem vierten Länderspiel. Auch war er bei der WM 1998 in Frankreich unter dem neuen Trainer Glenn Hoddle wieder im Kader vertreten, wenngleich sich dort Seaman in der Zwischenzeit als deutliche „Nummer 1“ herauskristallisiert hatte. An dieser Konstellation änderte sich auch zwei Jahre später bei der Euro 2000 unter Hoddle-Nachfolger Kevin Keegan zunächst nichts, bevor eine Verletzung von Seaman vor dem entscheidenden dritten Gruppenspiel gegen Rumänien Martyn plötzlich in die Startelf katapultierte. Die Partie endete mit einem unglücklichen 2:3 und dem vorzeitigen Aus für England in der Vorrunde.
Martyns Laufbahn in der englischen Nationalmannschaft dauerte noch bis Mitte 2002 an; sein letzter Einsatz war am 26. Mai 2002 das 23. Länderspiel gegen Kamerun (2:2) im Vorfeld der WM 2002 in Japan und Südkorea. Trainer Sven-Göran Eriksson nahm ihn darüber hinaus nach Fernost mit, wobei erneut ausschließlich Seaman in den Turnierspielen zum Zuge kam.

## Nach der aktiven Laufbahn
Ab März 2007 übernahm Martyn für einige Zeit die Rolle des Torwarttrainers beim unterklassigen Klub Bradford City, wo sein enger Freund und ehemaliger Mannschaftskamerad aus der Leeds-Zeit David Wetherall Cheftrainer war.

## Titel/Auszeichnungen
- ZDS Cup: 1991